# Октябрьский район (Уфа)
Октя́брьский райо́н (баш. Октябрь районы)— один из семи городских районов города Уфы.

## История
Был образован на основании указа Президиума Верховного Совета РСФСР 23 марта 1977 года, путём выделения части территорий Советского, Калининского и Орджоникидзевского районов города Уфы. Создание нового района было обусловлено развитием промышленности столицы республики и ростом её населения.

## География
За годы своего существования район дважды поменял свои границы: в 1986 году (очень интенсивное строительство жилого района Сипайлово резко увеличило численность населения района, в связи с этим возникла необходимость в передачи части Октябрьского района в Советский и Орджоникидзевский) и в 1992 году (в состав района был введён Нагаевский сельсовет из Уфимского района республики четырьмя населёнными пунктами: Нагаево, Жилино, Зинино, Нагаевский кордон).
Территория современного Октябрьского района составляет 13 613 га.

## Население
| 1979     | 1989     | 2002     | 2003     | 2004     | 2005     | 2006     |
| -------- | -------- | -------- | -------- | -------- | -------- | -------- |
| 253 311  | ↘184 076 | ↗231 651 | ↗232 117 | ↗232 341 | ↘230 827 | ↘230 411 |
| 2007     | 2008     | 2009     | 2010     | 2013     | 2014     | 2015     |
| ↘228 954 | ↗228 963 | ↘228 865 | ↗234 152 | ↗238 871 | ↗240 708 | ↗241 238 |
| 2016     | 2017     | 2020     | 2021     |          |          |          |
| ↗241 425 | ↗243 205 | ↗246 476 | ↘245 416 |          |          |          |

## Экономика
На территории района расположены:
- Уфимское приборостроительное производственное объединение (УППО), одно из крупнейших предприятий авиационного приборостроения в России и СНГ,
- Уфимский завод «Промсвязь»,
- ОАО «Уфимская кожгалантерейная фабрика»,
- ОАО «Уфимские спички»,
- Уфимский ремонтно-механический завод «Башлеспром»,
- ООО «Башкирский гранит»,
- ОАО «Авиаспецмонтаж»,
- Уфимский фанерный комбинат ОАО «Лесохолдинговая компания»,
- ОАО «Крупнопанельное домостроение»,
- «Баштрансгаз»,
- ОАО «Газпром»,
- УГЭС «Башкирэнерго»,
- предприятие «Энергостройремонт» компании"Башкирэнерго",
- АТП компании «Башкирэнерго»,
- УПАТП-1, колонна № 6,
- Уфимский хлебокомбинат № 1,
- Уфимский вино-водочный завод «Иремель»,
- пивоваренный завод «Амстар».

С начала своего основания и в период становления Октябрьский район испытывал острую нехватку объектов торговли. В 1987 году открыт крупнейший в республике торговый центр «Башкирия», позже называемый ТЦ «Башкортостан», ныне лайфстайл-центр «Башкирия». В этом уникальном здании размещены: универсам, продуктовый рынок «Базар № 1», предприятия общепита, универмаг, бутики, рестораны. В 1990 году развернул свою деятельность торгово-рыночный комплекс «Сипайлово» (вещевой рынок), закрытый в 2010 г. В 2005 году закончено строительство современного трехэтажного торгово-сервисного комплекса «Сипайловский».

## Социальная сфера

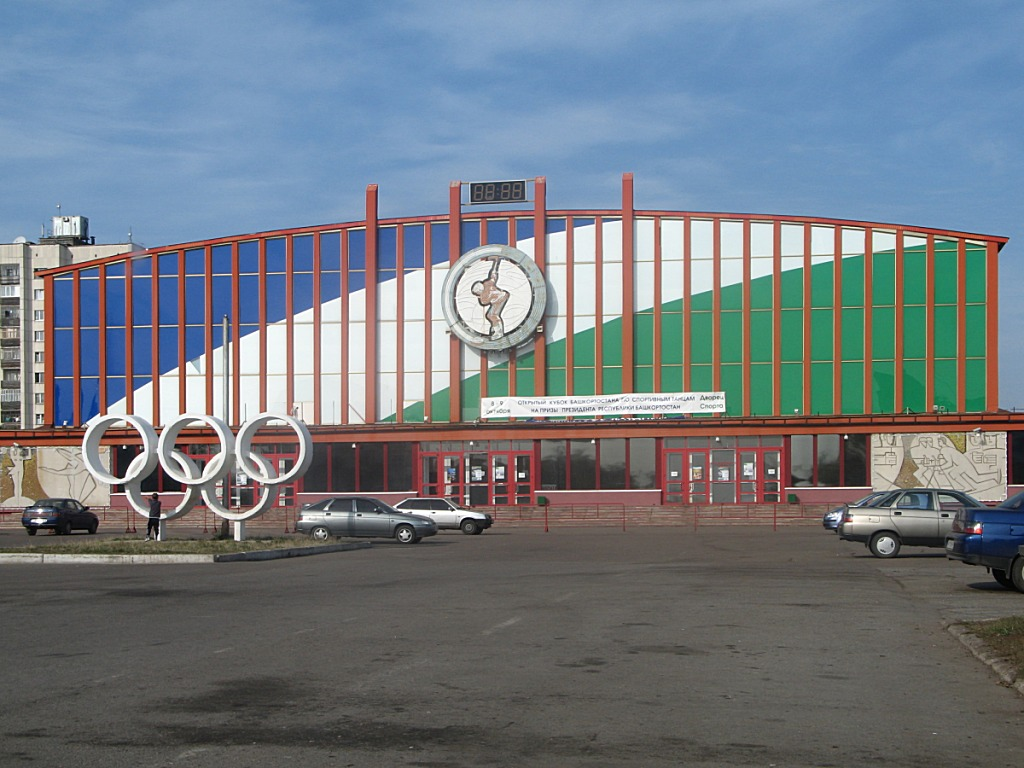
Дворец спорта «Салават Юлаев»

Большую известность району принесли учреждения культуры и спорта: дворец спорта «Салават Юлаев» (1967), ипподром «Акбузат» (1982, реконструирован в 2007 г., к 450-летию добровольного вхождения Башкортостана в состав России).
Учреждения культуры:
- Русский государственный академический театр драмы Башкортостана (был построен в 1982 г.),
- детский кинотеатр «Смена»,
- кинокомплекс-мультиплекс «Искра»,
- кинокомплекс-мультиплекс «Кинопростор» в Сипайлово,
- Уфимский государственный цирк (открыт в 1968 г.),
- Уфимский государственный татарский театр «Нур».

Жители района с удовольствием посещают Центральный парк культуры и отдыха им. М. Гафури и парк культуры и отдыха «Кашкадан».
В 1977 году был образован отдел здравоохранения исполкома Октябрьского районного совета. Первым заведующим назначен Александр Сергеевич Стоянов. В его ведении находились 6 лечебных учреждений: больница № 6, больница № 15, поликлиника № 38, детская поликлиника № 1, стоматологическая поликлиника № 4, стоматологическая поликлиника № 5. В 1997 г. отдел был преобразован в управление здравоохранения администрации Октябрьского района.
За годы существования района были введены в строй городская клиническая больница № 21, детская поликлиника № 5, первая очередь реабилитационно-диагностического отделения детской поликлиники № 1, поликлиника № 43, новое здание стоматологической поликлиники № 5 и первая очередь филиала поликлиники № 43.
Система народного образования района включает 31 общеобразовательное учреждение, в число которых входят 34 дошкольных образовательных учреждения.

## Спорт
В районе расположена СДЮСШОР № 1. Один из центров шорт-трека России. Среди выпускников школы мастера спорта России международного класса:
- Елистратов, Семен Андреевич,
- Захаров, Руслан Альбертович,
- Эмиль Ильдарович Карнеев,
- Валиуллин, Булат Рифович,
- Кургинян, Вячеслав Седракович,
- Чачина, Юлия Юрьевна,
- Шумилов, Дмитрий Александрович.

В советское время отличились спортсмены Андрей Максимов, Альберт Тимербулатов, Рамиль Баширов.